# 2008 في أستراليا
فيما يلي قوائم الأحداث التي وقعت خلال عام 2008 في أستراليا.

## أحداث
- 7 أكتوبر – خطوط كانتس الجوية الرحلة 72

## سياسة

### تعيين في المنصب
- 16 سبتمبر – مالكولم تورنبول Leader of the Opposition (Australia) [الإنجليزية]‏.

### انتهاء فترة المنصب
- 30 يونيو – لين أليسون عضو مجلس الشيوخ الأسترالي [الإنجليزية]‏.
- 30 يوليو – مارك فيل عضو مجلس النواب الأسترالي.
- 8 أغسطس – كلير مارتن عضو الجمعية التشريعية للإقليم الشمالي ‏.

## رياضة
- 16 مارس – جائزة أستراليا الكبرى 2008 الفائز لويس هاملتون.

## أفلام
من الأفلام التي صدرت هذه السنة في أستراليا:
- 1 يناير – جزيرة نيم من إخراج جينيفر فلاكيت [الإنجليزية]‏، مارك ليفين.
- 19 يونيو – كن ذكيا من إخراج بيتر سيجال.
- 26 نوفمبر – أستراليا من إخراج باز لورمان.[1]
- 5 ديسمبر – أنا أسطورة من إخراج فرانسيس لورانس.
- 9 ديسمبر – رجل نعم من إخراج بيتن ريد.
- 12 ديسمبر – غران تورينو من إخراج كلينت إيستوود.[2]

## برامج ومسلسلات وأنمي
- مدمرو الخرافات

## موسيقى

### أغاني
من الأغاني التي صدرت هذه السنة في أستراليا:
- 15 فبراير – إن ماي آرمز من غناء كايلي مينوغ.
- 16 فبراير – واو من غناء كايلي مينوغ.
- 11 مارس – أول آي سي من غناء كايلي مينوغ.
- 28 يوليو – ذا ون من غناء كايلي مينوغ.

## كتب
من الكتب التي صدرت هذه السنة في أستراليا:
- 1 يوليو – الحديقة المنسية من تأليف كيت مورتون.

## وفيات

### يناير
- 22 يناير – هيث ليدجر (مواليد 1979) إذا كنت تجيد فعل شيء فلا تفعله بالمجان.[3]

### مايو
- 10 مايو – جيسيكا جاكوبس (مواليد 1990)[4]

### نوفمبر
- 15 نوفمبر – إيفان ساوثول (مواليد 1921) كاتب للأطفال أسترالي.[5]